# Chief Happiness Officer
Chief Happiness Officer (Dyrektor ds. Szczęścia) – osoba, której zadaniem jest zwiększanie poczucia szczęścia pracowników w firmie, dzięki czemu z chęcią angażują się w pracę. Często jest to samodzielna pozycja, na poziomie doradcy dla zarządu. Obecnie funkcjonują różne odmiany tego stanowiska w zależności od zakresu realizowanych zadań, np. mood manager.
Zakres celów realizowanych CHO zazwyczaj obejmuje:
- budowanie zaufania wewnątrz zespołów
- zwiększanie zaangażowania i produktywności
- zwiększanie kreatywności działania pracowników
- zwiększanie dobrostanu (well-being) pracowników[3]